# El Mango Cuentla
El Mango Cuentla, eller bara El Mango, är en ort i kommunen San Simón de Guerrero i delstaten Mexiko i Mexiko. Samhället hade 179 invånare vid folkräkningen 2020.